# Байкальская военная флотилия

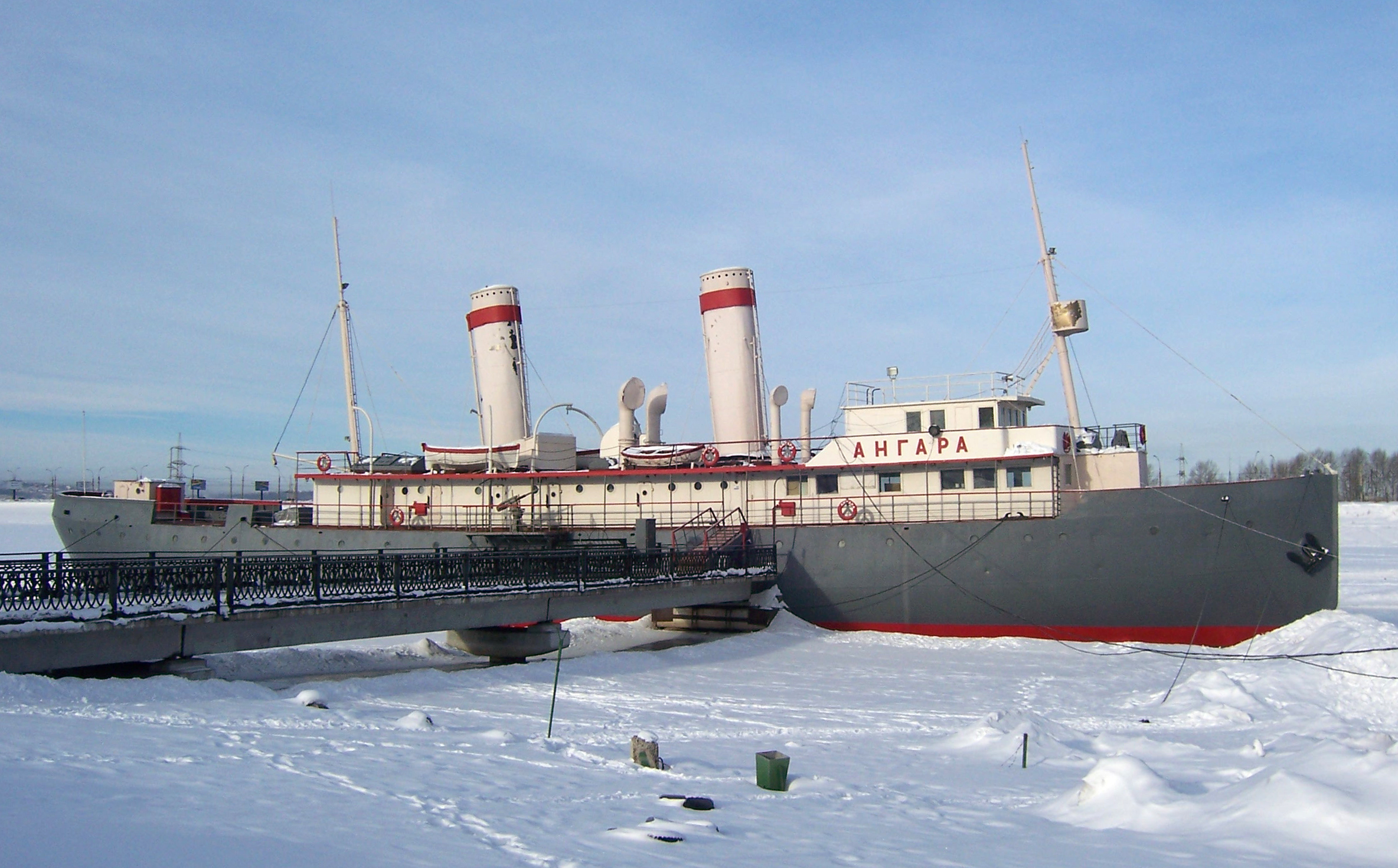
Ледокол Ангара

Байкальская военная флотилия — соединение военно-морского флота Российской империи.

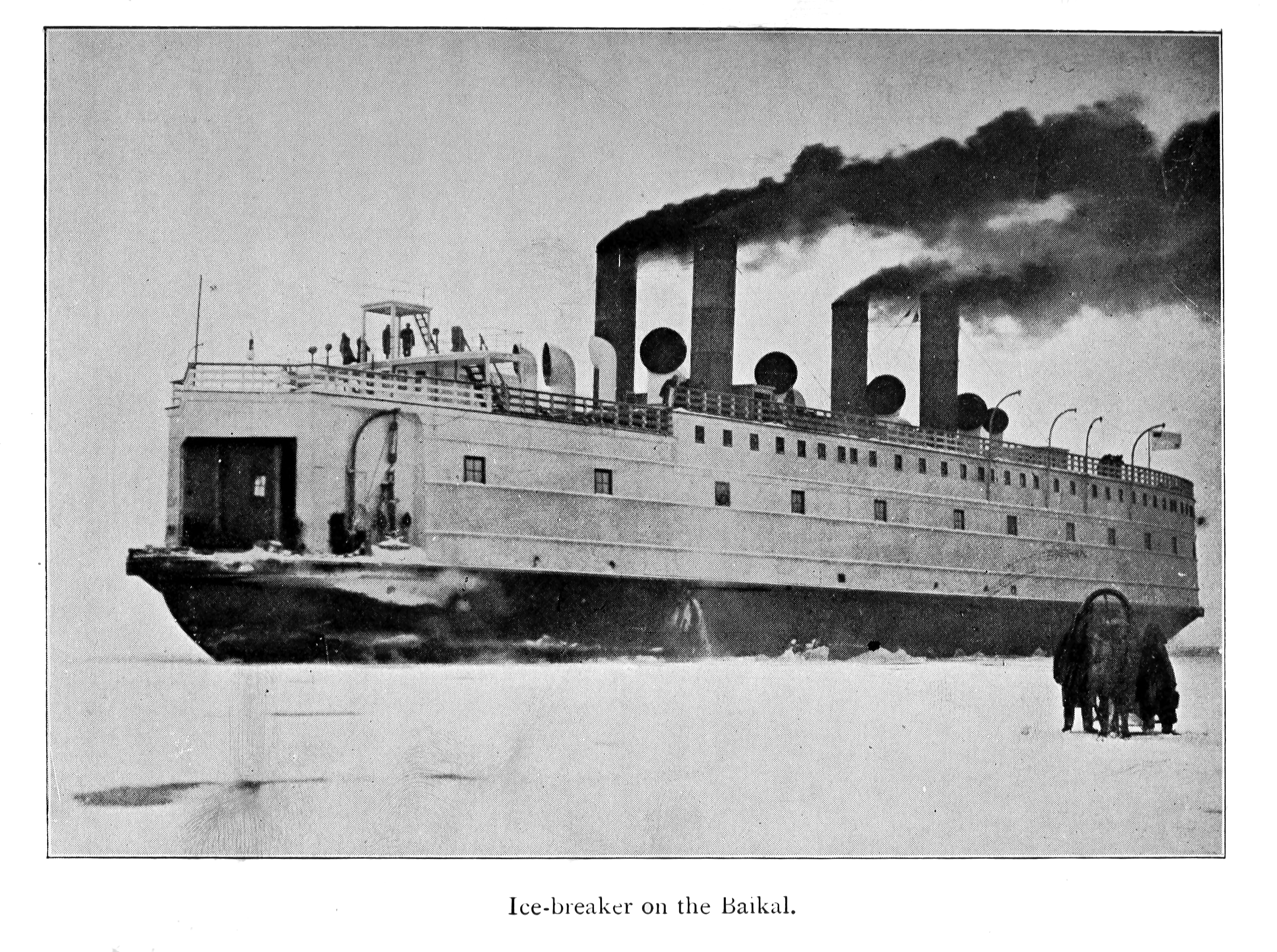
Ледокольный паром Байкал

## История

### Создание
Создана в Иркутске в 1754 году генерал-майором Ф. И. Соймоновым. Акватория: озеро Байкал и река Ангара, Восточная Сибирь. В состав флотилии входили как речные суда, так и, с 1789 года, суда морского типа (галиоты), построенные в Иркутске. Корабли имели имена «Посольство», «Александр», «Ермак», «Николай» и «Иртыш». Использовались почти 50 лет, перевозя казённую почту, военные грузы, ссыльно-каторжных и солдат.
В 1803 году основано Иркутское адмиралтейство, просуществовавшее, впрочем, недолго — уже в ноябре 1839 года последовало высочайшее повеление о его упразднении.

### Гражданская война
Воссоздана в 1918 году как Байкальская флотилия Белого движения. По сути существовало два подразделения: красная флотилия и белая. При этом корабли часто переходили из рук в руки. Крупнейшим кораблем был паром-ледокол «Байкал».
Красная Байкальская флотилия создана в июне 1918 года по решению Иркутского ревкома для охраны судоходства и борьбы с белочехами и контрреволюционными бандами на озере Байкал. В её состав входили 2 канонерские лодки, переоборудованные из ледоколов и вооружённые орудиями и пулемётами, несколько пароходов Байкальского пароходства, вспомогательные суда. Базировалась на Танхой и Мысовая (западное побережье Байкала). В августе 1918 года флотилия участвовала совместно с Сибирской Красной Армией в обороне Кругобайкальской железной дороги. После отхода советских войск к городу Верхнеудинск (Улан-Удэ) и захватом противником баз флотилии её суда в августе 1918 года были разоружены, а личный состав продолжал борьбу в партизанских отрядах.
К концу августа флотилии были расформированы.
В феврале 1921 года флотилия была вновь воссоздана большевиками. В неё включили корабли бывшей Сибирской военной речной флотилии. Её базами были Иркутск, Лиственичное. Корабли флотилии несли дозорную и охранную службу, участвовали в ликвидации остатков контрреволюционных банд. Расформирована в мае 1922 года. Корабли, личный состав и вооружение переданы Народно-Революционному флоту Дальневосточной республики.
Командующие:
- Л. М. Власов (июль-август 1918 года)
- М. Н. Попов (февраль 1921 года-январь 1922 года)

До настоящего времени сохранился один из кораблей ледокол «Ангара», который в Гражданскую войну служил вспомогательным крейсером.